# Neville Brand
Neville Brand, född 13 augusti 1920 i Griswold, Iowa, död 16 april 1992 i Sacramento, Kalifornien, var en amerikansk skådespelare. Han filmdebuterade 1949 och verkade inom film och TV fram till 1985.

## Filmografi, urval
- 1950 – Lysande gift
- 1951 – Polisfällan
- 1952 – 4 maskerade män
- 1952 – Terror
- 1953 – Fångläger nr 17
- 1953 – Hämnaren från fort Alamo
- 1954 – Revolt i cellblock 11
- 1956 – Duell i Texas
- 1960 – Huckleberry Finns äventyr
- 1961 – Mannen utan nåd
- 1962 – Fången på Alcatraz
- 1965 – Agent DC
- 1970 – Tora! Tora! Tora!